# Paspardo
Paspardo is een gemeente in de Italiaanse provincie Brescia (regio Lombardije) en telt 674 inwoners (31-12-2004). De oppervlakte bedraagt 10,3 km², de bevolkingsdichtheid is 68 inwoners per km².

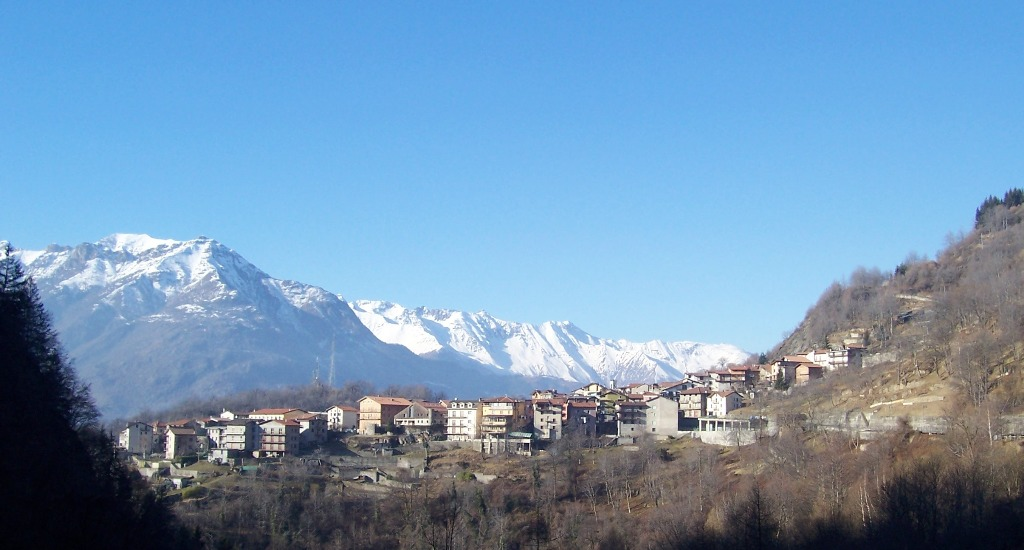
Paspardo
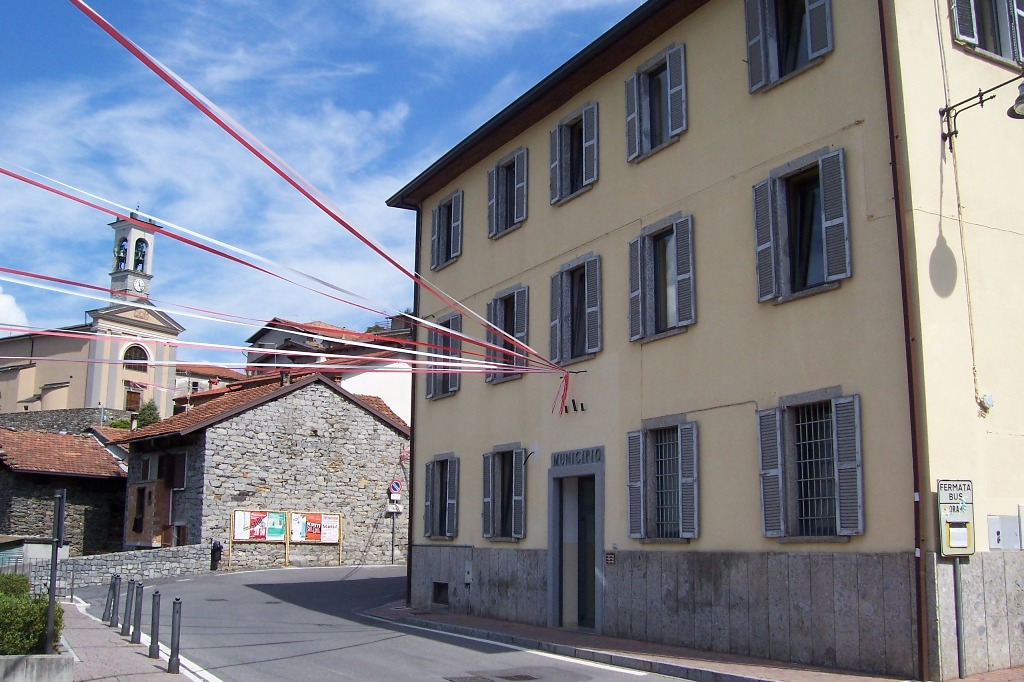
Gemeentehuis
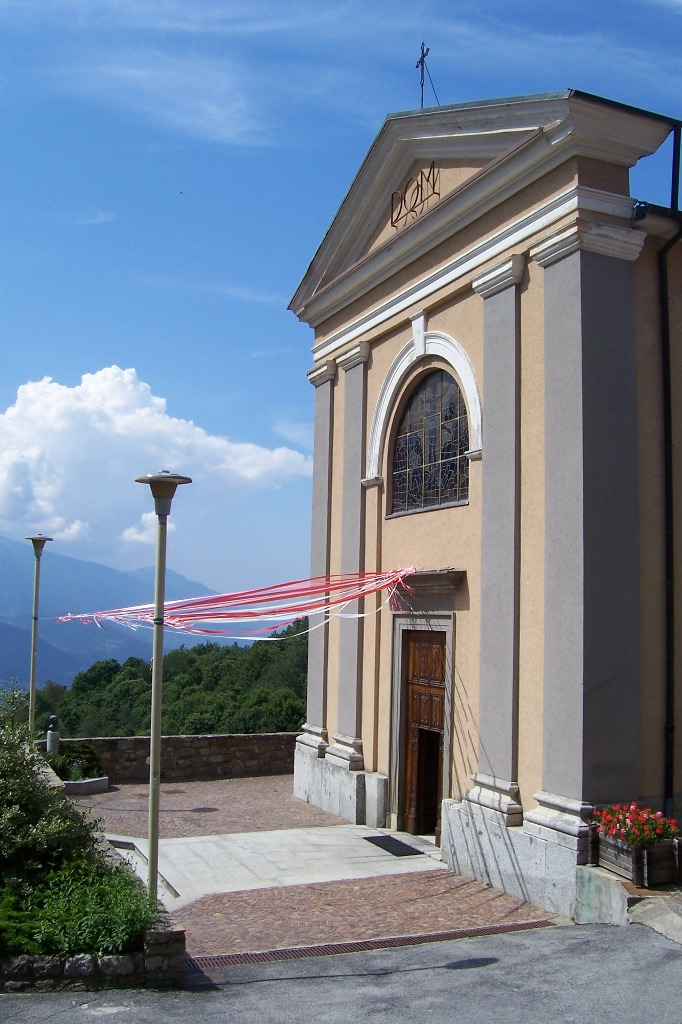
San Gaudenzio

## Demografie
Paspardo telt ongeveer 295 huishoudens. Het aantal inwoners daalde in de periode 1991-2001 met 8,8% volgens cijfers uit de tienjaarlijkse volkstellingen van ISTAT.
| Jaar | Inwoneraantal |
| ---- | ------------- |
| 1991 | 742           |
| 2001 | 677           |

## Geografie
Paspardo grenst aan de volgende gemeenten: Capo di Ponte, Cedegolo, Cimbergo.